# Heterocentrotus
Oursins-crayons
Genre
Heterocentrotus est un genre d'oursins de la famille des Echinometridae, caractérisé par ses gros piquants épais et fauves.

## Description générale
Ce sont des oursins tropicaux aux couleurs vives, aux piquants très épais qui leur ont conféré le surnom d'« oursins-crayons ». On les trouve principalement dans le bassin indo-pacifique, notamment à La Réunion ou à Hawaii.
Ce genre est apparu au Miocène et s'est répandu dans l'Indo-Pacifique chaud.

### Caractéristiques squelettiques
Ce sont des oursins réguliers : le test (coquille) est arrondi (mais légèrement elliptique), avec le péristome (bouche) située au centre de la face orale (inférieure) et le périprocte (appareil contenant l'anus et les pores génitaux) à l'opposé, au sommet de la face aborale (supérieure).
Le disque apical est dicyclique, avec un périprocte réduit. Le péristome est lui aussi réduit et elliptique, avec des encoches buccales limitées. Les ambulacres sont polygéminés, comportant entre 9 et 14 paires de pores par plaques, arrangées en arcs plus ou moins réguliers, parfois presque en bandes. Toutes les plaques ambulacraires portent un unique et large tubercule primaire, occupant presque toute la surface de la plaque. Les plaques interambulacraires portent un mamelon unique et massif, flanqué de tubercules secondaires sur la surface aborale. 
Les radioles sont très épaisses et denses, généralement à trois facettes (ou deux ou quatre, ou rondes, principalement chez H. mamillatus). Elles ne sont jamais modifiées en écailles ou en plaques (à la différence de Colobocentrotus), mais les radioles secondaires, courtes, peuvent avoir une forme presque arrondie.

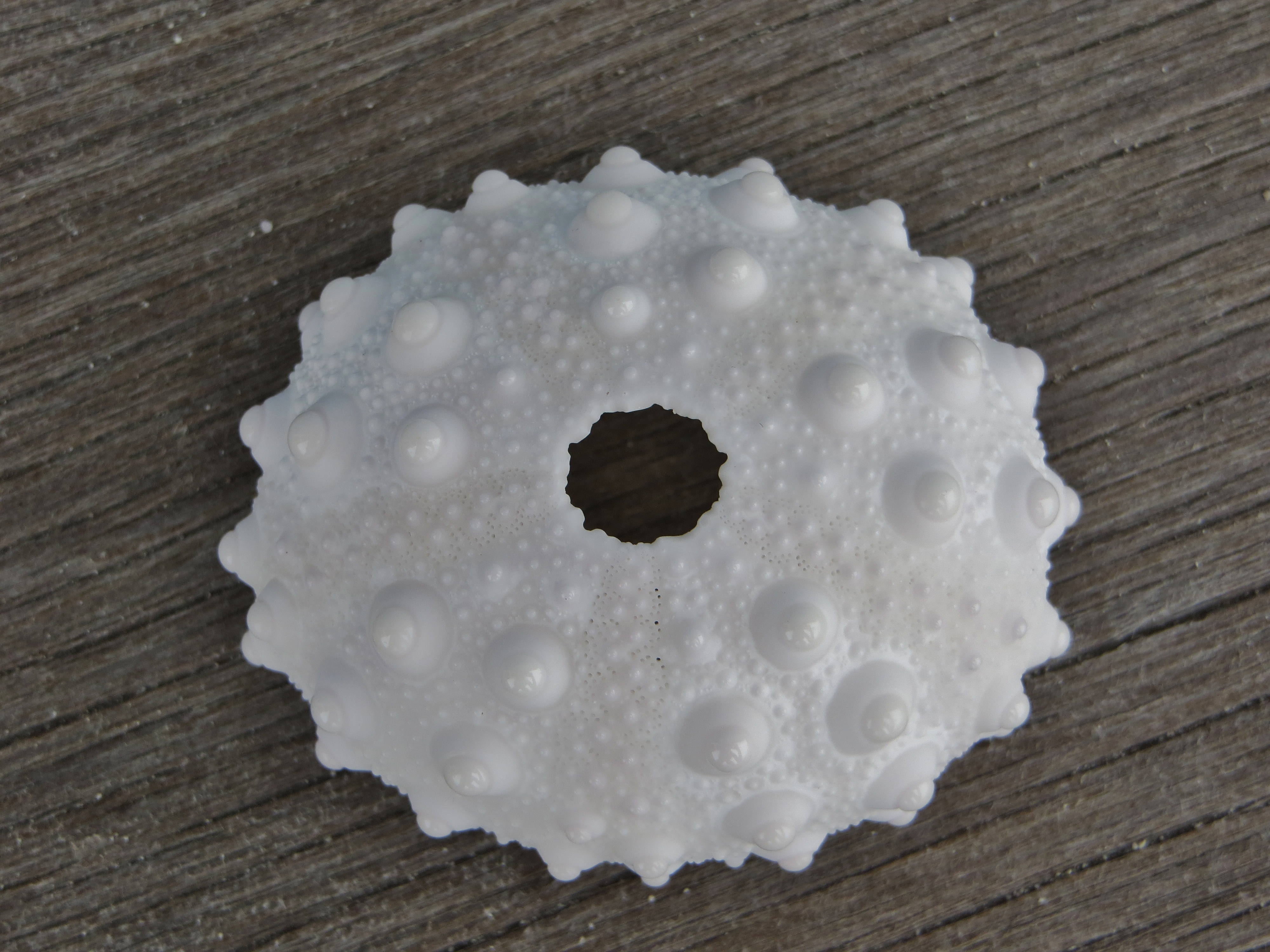
Test d'un Heterocentrotus mamillatus en vue aborale (le disque central est absent).

## Liste d'espèces
Selon ITIS (3 octobre 2013) :
- Heterocentrotus mammillatus (Linnaeus, 1758)

Selon World Register of Marine Species (9 septembre 2013) :
- Heterocentrotus mamillatus (Linnaeus, 1758)
- Heterocentrotus trigonarius (Lamarck, 1816)

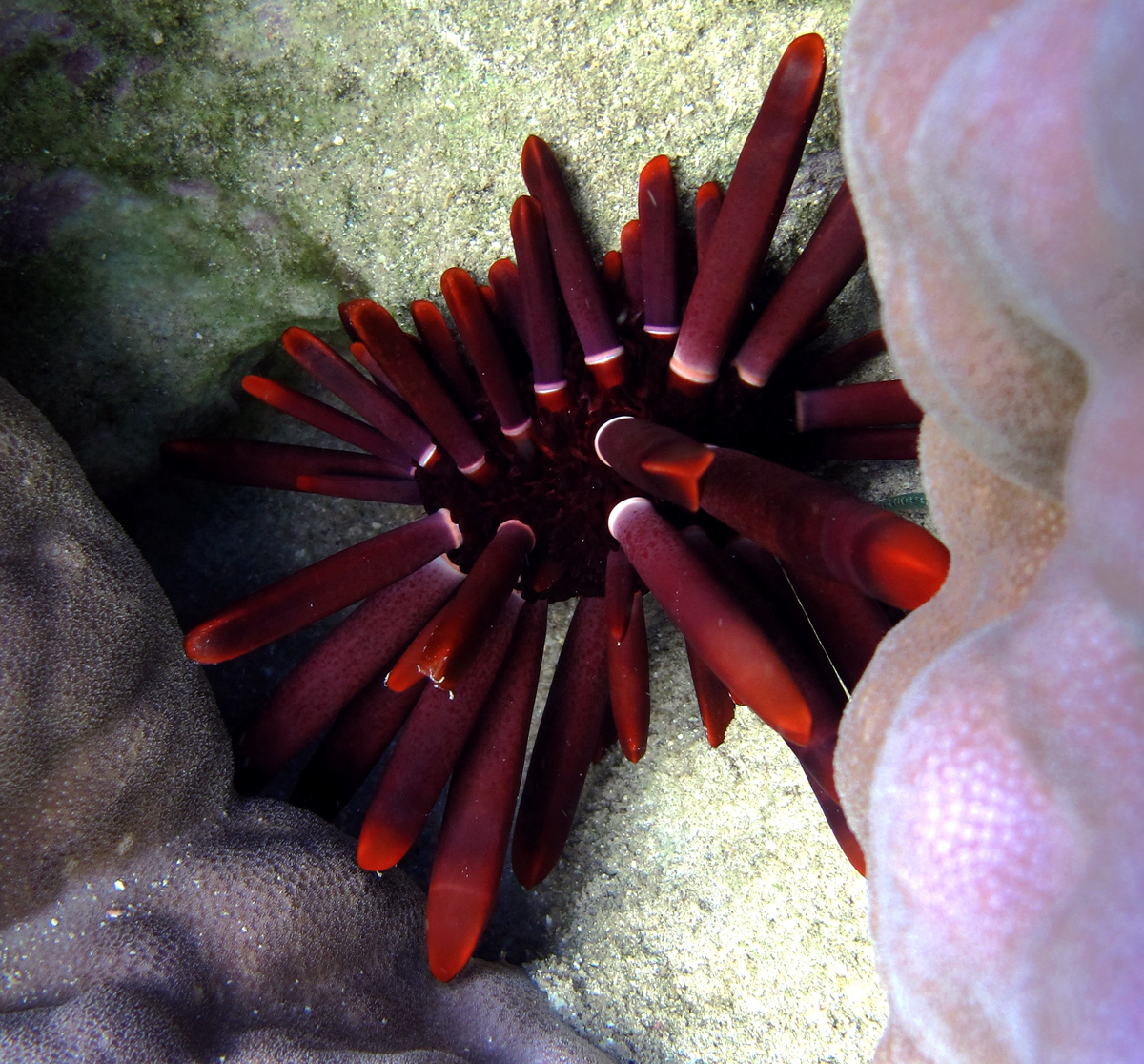
Heterocentrotus mamillatus
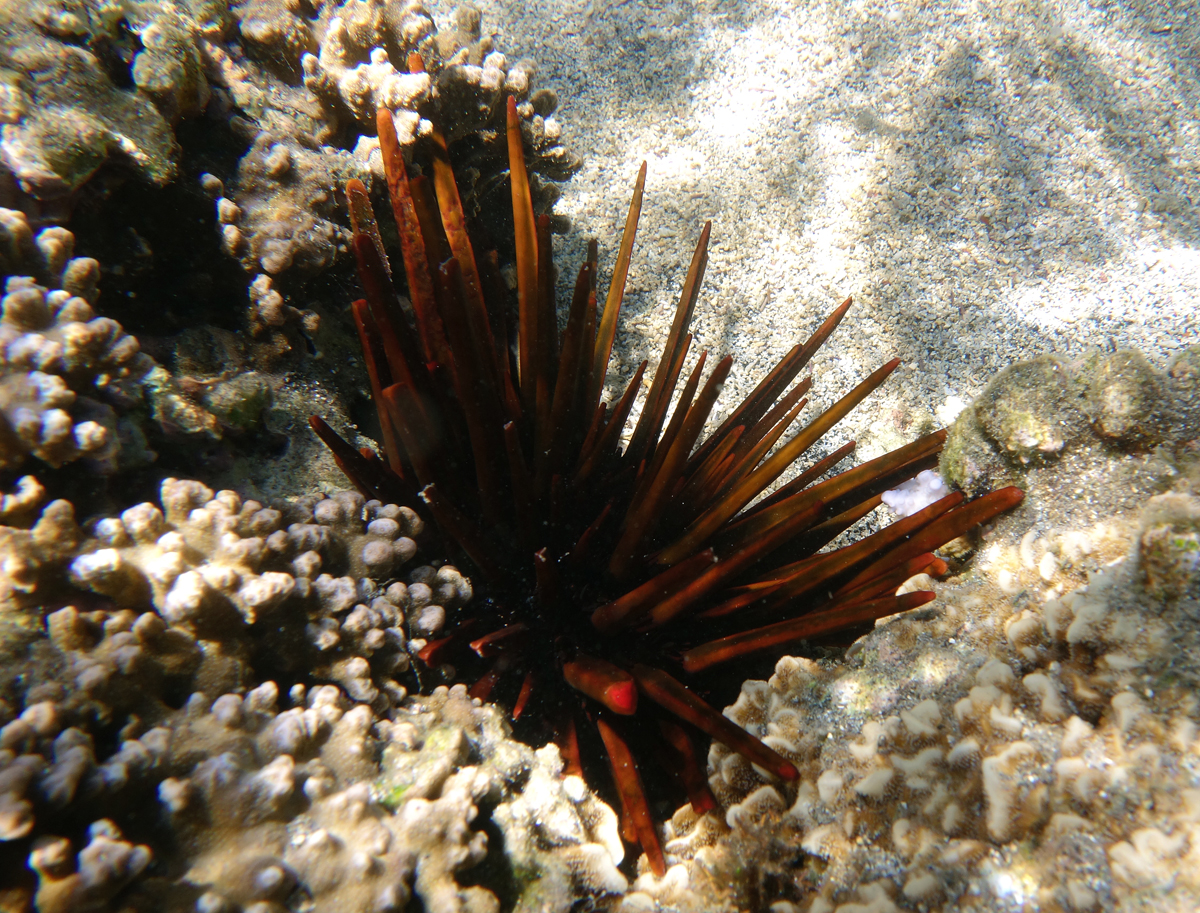
Heterocentrotus trigonarius

## Identification et discrimination des deux espèces

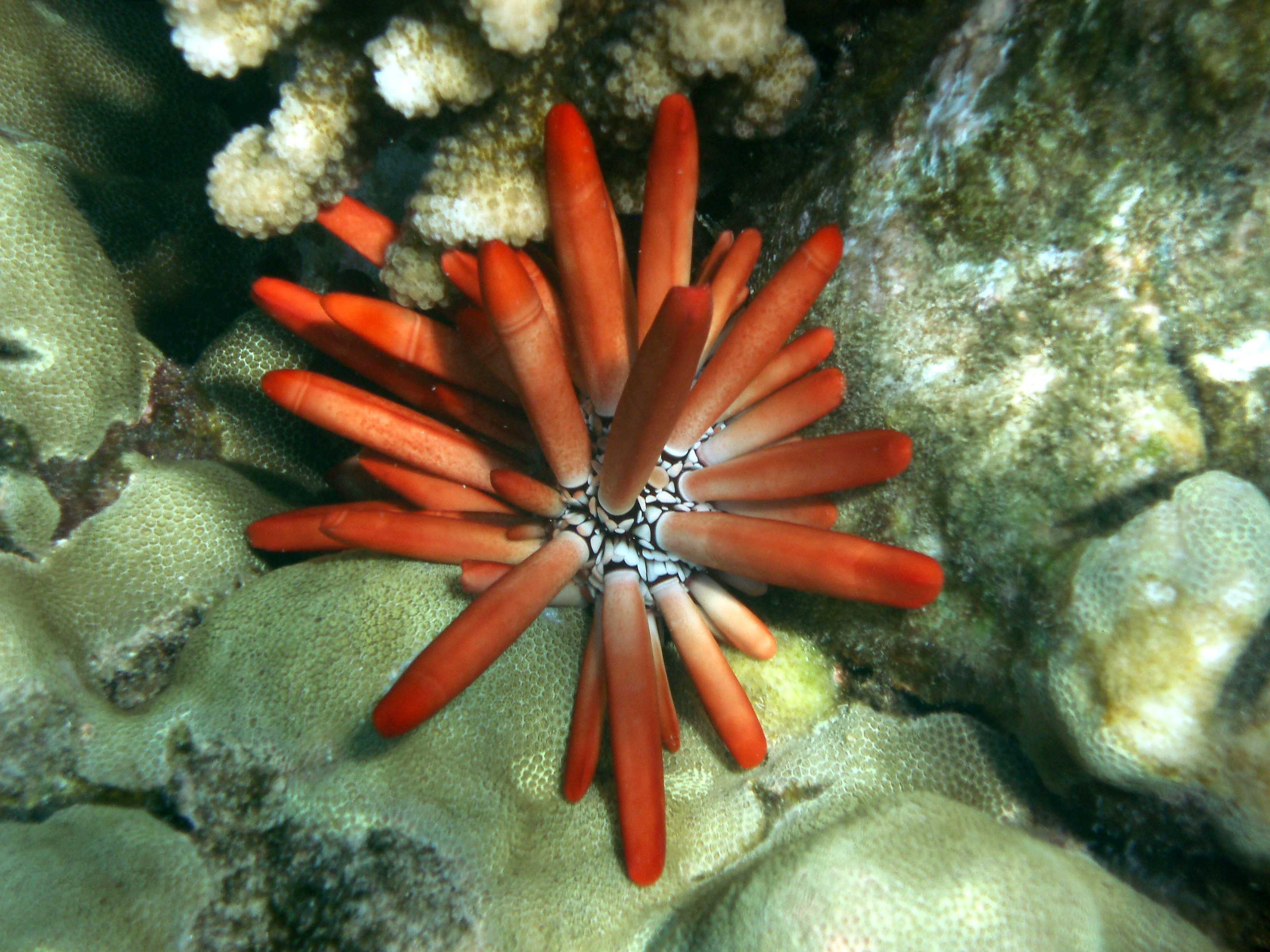
Un Heterocentrotus mamillatus typique à Hawaii.

Ces deux espèces sont très proches visuellement, et souvent difficilement discriminables, d'autant plus qu'elles partagent généralement la même aire de distribution (même si H. trigonarius semble légèrement plus oriental).
Les principaux critères d'identification in situ sont les radioles, qui sont généralement plus longues (notamment sur la face aborale) et plus clairement triangulaires chez H. trigonarius, qui n'a jamais de radioles bifaces sur sa face inférieure. H trigonarius est aussi d'ordinaire plus foncé (brun, orange foncé...), mais la grande variabilité des colorations dans ce genre rend ce critère délicat. H. mamillatus a souvent les radioles secondaires blanches ou la base des radioles primaires entourée d'un anneau blanc, ce qui ne semble jamais observé chez trigonarius, qui est presque toujours entièrement monochrome (avec à la rigueur le test légèrement plus sombre que les radioles primaires). Les radioles de mamillatus portent aussi souvent des anneaux plus clairs, ce qui ne semble pas observé chez trigonarius non plus.
D'un point de vue squelettique, H. mamillatus a des zones ambulacraires aborales moins pétalloïdes que son espèce-sœur, et moins de paires de pores par plaque ambulacraire (9-12 contre 15-16).

## « Oursins-crayons »
Les piquants remarquables de ces oursins sont souvent utilisés en joaillerie ou comme souvenirs ; constitués de calcite relativement légère, ils furent également utilisés comme véritables stylos pour écrire par exemple sur des ardoises.

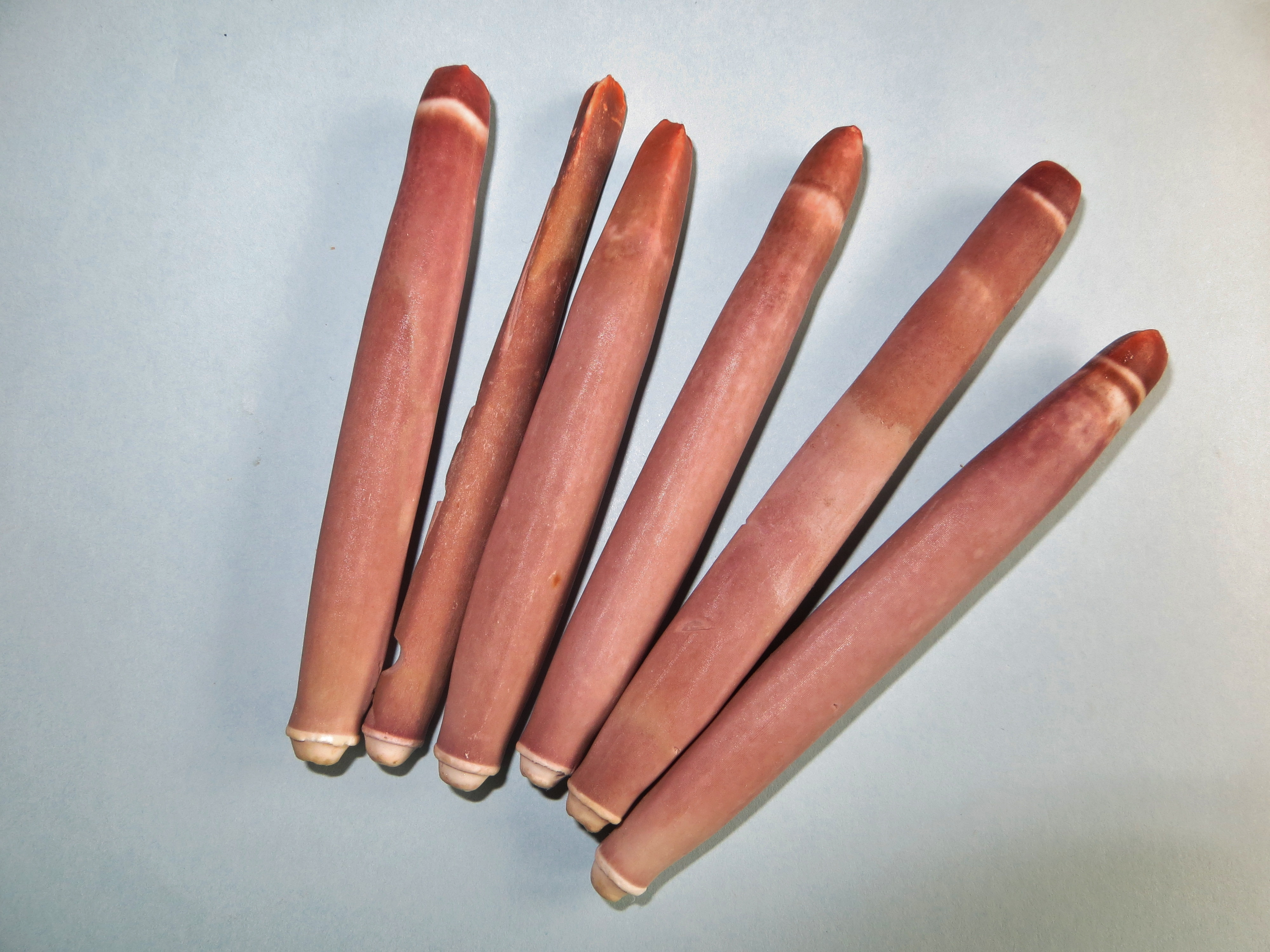
Les radioles (piquants) séchées d'un oursin-crayon (H. mamillatus) de Nouvelle-Calédonie, vendues comme souvenir aux touristes.
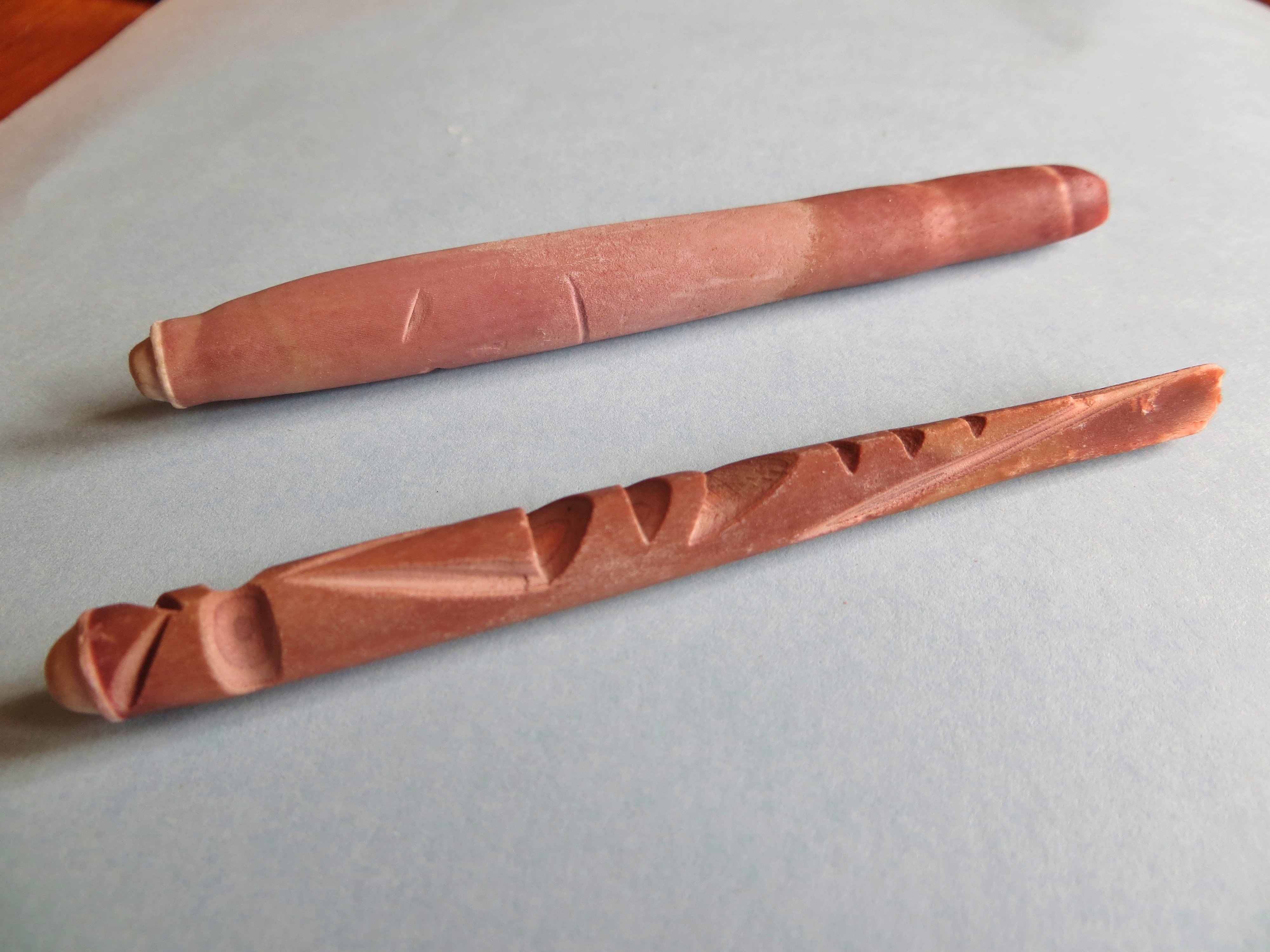
Dans certaines îles du Pacifique, il s'est développé un petit artisanat local consistant à sculpter des radioles d'oursin-crayon.